# Gustavo Menezes
Gustavo Menezes, né le 19 septembre 1994 à Los Angeles, est un pilote automobile américain.
Il remporte les 24 heures du Mans et le championnat du monde d'endurance en catégorie LMP2 lors de l'année 2016.

## Biographie

### 2013
À l'âge de dix-neuf ans, alors qu'il pilote en Formule 3 Cup ATS, il participe au Petit le Mans en compagnie de Duncan Ende et Bruno Junqueira. Il pilote l'Oreca FLM09 engagée en catégorie LMPC par RSR Racing.

### 2014-2015
Il participe au Championnat d'Europe de Formule 3 au sein le l'écurie Van Amersfoort Racing. Il terminera onzieme de cette première saison. L'année suivante c'est avec l'équipe Jagonya Ayam with Carlin qu'il repart pour une nouvelle campagne européenne de formule 3. Cette deuxième saison se soldera par une douzième place au classement général

### 2016
Il intègre l'écurie Signatech-Alpine, avec laquelle il remporte les 24 Heures du Mans, les 6 Heures de Spa, les 6 Heures du Nürburgring et les 6 Heures du Circuit des Amériques en catégorie LMP2, associé à Nicolas Lapierre et Stéphane Richelmi. À l'issue de cette première saison en WEC, il décroche le titre mondial de la catégorie LMP2. Il s'engage au sein de l'équipe Jackie Chan DC Racing pour la saison 2016/2017 de l'Asian Le Mans Series, au cours de laquelle, associé à Ho-Pin Tung et Thomas Laurent, il remporte les 4 Heures de Zhuhai ainsi que les 4 Heures de Thaïlande, pour finir à la troisième place du classement des pilotes.

## Palmarès
- Victoire aux 24 heures du Mans 2016 en catégorie LMP2

## Résultats

### Championnat du monde d'endurance FIA (WEC)

#### Championnat du monde d'endurance- Classement par catégorie
| Saison                                                                                            | Equipe                  | Catégorie | Châssis               | no | Équipiers                                       | SIL | SPA | LMS | NUR | MEX | AME | FUJ | SHA | BAH | Total | Pos. |
| ------------------------------------------------------------------------------------------------- | ----------------------- | --------- | --------------------- | -- | ----------------------------------------------- | --- | --- | --- | --- | --- | --- | --- | --- | --- | ----- | ---- |
| 2018-19                                                                                           | Rebellion Racing        | LMP1      | Rebellion R 13-Gibson | 3  | Mathias Beche Thomas Laurent                    |     |     |     |     |     |     |     |     |     |       |      |
| 2017                                                                                              | Signatech Alpine Matmut | LMP2      | Alpine A470-Gibson    | 36 | Nicolas Lapierre(1) Romain Dumas(1) Matthew Rao | 4   | 1   | 1   | 1   | 2   | 1   | 3   | 4   | 3   | 199   | 1re  |
| 2016                                                                                              | Signatech Alpine Matmut | LMP2      | Alpine A460 - Nissan  | 36 | Nicolas Lapierre Stéphane Richelmi              | 4   | 5   | 8   | 3   | 2   | 1   | 2   | 2   | 4   | 151   | 4e   |
| (1) Romain Dumas remplace Nicolas Lapierre aux 6 heures de Spa 2017 et aux 24 heures du Mans 2017 |                         |           |                       |    |                                                 |     |     |     |     |     |     |     |     |     |       |      |

### Asian Le Mans Series

#### Classement
| 2016/2017        | Jackie Chan DC Racing | Oreca 03 | 35 | H-P Tung Thomas Laurent | 1 | 2 | 1 | Ab. | 3 | 69 |
| *Saison en cours |                       |          |    |                         |   |   |   |     |   |    |

### 24 heures du mans
| Année | Equipe                  | Coéquipiers                      | Voiture              | Classe | Tours | Pos. | Class Pos. |
| ----- | ----------------------- | -------------------------------- | -------------------- | ------ | ----- | ---- | ---------- |
| 2016  | Signatech Alpine Matmut | Romain Dumas Stéphane Richelmi   | Alpine A460          | LMP2   | 357   | 1er  | 1er        |
| 2017  | Signatech Alpine Matmut | Romain Dumas Matthew Rao         | Alpine A470          | LMP2   | 351   | 10e  | 9e         |
| 2018  | Rebellion Racing        | Mathias Beche Thomas Laurent     | Rebellion R13-Gibson | LMP1   | 376   | 3e   | 3e         |
| 2019  | Rebellion Racing        | Nathanaël Berthon Thomas Laurent | Rebellion R13-Gibson | LMP1   | 370   | 5e   | 5e         |